# Rainer Gruenter
Rainer Gruenter (* 10. Juni 1918 in Düsseldorf; † 5. Februar 1993 in Wuppertal) war ein deutscher Germanist und Historiker sowie Gründungsrektor der Bergischen Universität Wuppertal.

## Leben
Rainer Gruenter promovierte an der Universität zu Köln und war später Lektor am Londoner King’s College. Er war Mitglied am von Henry Kissinger gegründeten International Seminar der Harvard University und habilitierte sich 1956 an der Freien Universität Berlin. Danach lehrte er an der Ruprecht-Karls-Universität Heidelberg sowie der Universität zu Köln. Später lehrte er an der Wirtschaftshochschule Mannheim, der heutigen Universität Mannheim, und war dort 1968/69 Rektor.
1972 wurde Gruenter zum ersten Rektor der neu gegründeten Gesamthochschule Wuppertal ernannt. 1983 wurde er von Josef M. Häußling abgelöst.
Rainer Gruenter war Anfang der 1950er Jahre mit der Schriftstellerin Astrid Gehlhoff-Claes (1928–2011) liiert und hatte mit ihr eine Tochter, Undine Gruenter (1952–2002), die ebenfalls Schriftstellerin war.
Als Schriftsteller nutzte er das Pseudonym Caspar Steprath.

## Ehrungen
- 1983: Ehrenring der Stadt Wuppertal
- 1986: Verdienstorden des Landes Nordrhein-Westfalen[2]
- 1993: Ehrensenator-Würde der Bergischen Universität
- 1997: Eine Straße auf dem Gelände des Campus Freudenberg der Bergischen Universität wurde Rainer-Gruenter-Straße genannt.

## Publikationen (Auswahl)
- Formen des Dandysmus. Eine problemgeschichtliche Studie über Ernst Jünger. In: Euphorion. Zeitschrift für Literaturgeschichte 46/1952, S. 170–201.
- Jugendstil in der Literatur. In: Jahrbuch der Deutschen Akademie für Sprache und Dichtung, Darmstadt 1976.
- Mit Wolfgang Adam (Hrsg.): Tristan Studien. Universitätsverlag Winter, Heidelberg 1993, ISBN 978-3-8253-4519-8.
- Mit Heike Wunderlich (Hrsg.): Vom Elend des Schönen: Studien zur Literatur und Kunst. Carl Hanser Verlag, München 1988, ISBN 978-3-446-15290-8.